# Argentinische Squashnationalmannschaft
Die argentinische Squashnationalmannschaft ist die Gesamtheit der Kader des argentinischen Squashverbandes Asociación Argentina de Squash Rackets. In ihm finden sich argentinische Sportler wieder, die ihr Land sowohl in Einzel- als auch in Teamwettbewerben national und international im Squashsport repräsentieren.

## Historie

### Herren
Argentinien nahm erstmals 1993 an der Weltmeisterschaft teil und schloss das Turnier auf Rang 24 ab. Bei der darauffolgenden Austragung 1995 erreichte die Mannschaft mit Rang 13 das bis heute beste Ergebnis. 1997 und 1999 folgten weitere Teilnahmen, ehe Argentinien insgesamt fünfmal in Folge auf einen Start verzichtete. Erst 2011 startete die Mannschaft wieder bei der Weltmeisterschaft, so auch in den Folgejahren.
Bei den Panamerikanischen Spielen gewann die Mannschaft bislang zwei Silber- und fünf Bronzemedaillen.

## Letzter WM-Kader
Bei der letzten Weltmeisterschaft 2019 bestand die argentinische Mannschaft aus den folgenden Spielern:
| Rang | Name              | Geburtsdatum      | WRL | Einsätze | Siege | Niederlagen |
| ---- | ----------------- | ----------------- | --- | -------- | ----- | ----------- |
| 1.   | Robertino Pezzota | 10. März 1983     | 94  | 7        | 2     | 5           |
| 2.   | Leandro Romiglio  | 11. Februar 1991  | 157 | 4        | 4     | 0           |
| 3.   | Gonzalo Miranda   | 28. November 1989 | −   | 5        | 2     | 3           |
| 4.   | Jeremías Azaña    | 28. Juli 2000     | 340 | 2        | 0     | 2           |

## Bilanz
| Herren |                   |                    |                    |                    |                    |
| Jahr   | Austragungsort    | Runde              | Platzierung        | Siege              | Niederlagen        |
| 1967   | Melbourne         | nicht teilgenommen | nicht teilgenommen | nicht teilgenommen | nicht teilgenommen |
| 1969   | Birmingham        | nicht teilgenommen | nicht teilgenommen | nicht teilgenommen | nicht teilgenommen |
| 1971   | Palmerston North  | nicht teilgenommen | nicht teilgenommen | nicht teilgenommen | nicht teilgenommen |
| 1973   | Johannesburg      | nicht teilgenommen | nicht teilgenommen | nicht teilgenommen | nicht teilgenommen |
| 1976   | Birmingham        | nicht teilgenommen | nicht teilgenommen | nicht teilgenommen | nicht teilgenommen |
| 1977   | Toronto           | nicht teilgenommen | nicht teilgenommen | nicht teilgenommen | nicht teilgenommen |
| 1979   | Brisbane          | nicht teilgenommen | nicht teilgenommen | nicht teilgenommen | nicht teilgenommen |
| 1981   | Stockholm         | nicht teilgenommen | nicht teilgenommen | nicht teilgenommen | nicht teilgenommen |
| 1983   | Auckland          | nicht teilgenommen | nicht teilgenommen | nicht teilgenommen | nicht teilgenommen |
| 1985   | Kairo             | nicht teilgenommen | nicht teilgenommen | nicht teilgenommen | nicht teilgenommen |
| 1987   | London            | nicht teilgenommen | nicht teilgenommen | nicht teilgenommen | nicht teilgenommen |
| 1989   | Singapur          | nicht teilgenommen | nicht teilgenommen | nicht teilgenommen | nicht teilgenommen |
| 1991   | Helsinki          | nicht teilgenommen | nicht teilgenommen | nicht teilgenommen | nicht teilgenommen |
| 1993   | Karatschi         | Gruppenphase       | 24.                | 0                  | 4                  |
| 1995   | Kairo             | Gruppenphase       | 13.                | 5                  | 1                  |
| 1997   | Petaling Jaya     | Gruppenphase       | 20.                | 1                  | 5                  |
| 1999   | Kairo             | Gruppenphase       | 23.                | 2                  | 1                  |
| 2001   | Melbourne         | nicht teilgenommen | nicht teilgenommen | nicht teilgenommen | nicht teilgenommen |
| 2003   | Wien              | nicht teilgenommen | nicht teilgenommen | nicht teilgenommen | nicht teilgenommen |
| 2005   | Islamabad         | nicht teilgenommen | nicht teilgenommen | nicht teilgenommen | nicht teilgenommen |
| 2007   | Chennai           | nicht teilgenommen | nicht teilgenommen | nicht teilgenommen | nicht teilgenommen |
| 2009   | Odense            | nicht teilgenommen | nicht teilgenommen | nicht teilgenommen | nicht teilgenommen |
| 2011   | Paderborn         | Gruppenphase       | 23.                | 2                  | 5                  |
| 2013   | Mülhausen         | Gruppenphase       | 20.                | 3                  | 4                  |
| 2015   | Kairo             | keine Austragung   | keine Austragung   | keine Austragung   | keine Austragung   |
| 2017   | Marseille         | Gruppenphase       | 17.                | 3                  | 2                  |
| 2019   | Washington, D.C.  | Gruppenphase       | 16.                | 2                  | 4                  |
| Gesamt | 8 / 26 Teilnahmen | 8 / 26 Teilnahmen  | 0 Titel            | 18                 | 26                 |